# Igreja Reformada na Zâmbia
A Igreja Reformada na Zâmbia (IRZ) - em inglês Reformed Church in Zambia - é uma denominação cristã reformada fundada em 1898, na Zâmbia, por missionários da Igreja Reformada Holandesa do Estado Livre de Orange.

## História
A Igreja Reformada na Zâmbia surgiu do trabalho missionário da Igreja Reformada Holandesa do Estado Livre de Orange, África do Sul. No devido tempo, dez grandes estações missionárias e numerosos centros menores de evangelização foram estabelecidos. Evangelistas e professores africanos desempenharam um papel significativo na expansão da missão. Em 1943, a igreja tornou-se um sínodo e, em 1966, obteve autonomia.
Desde 1982 estendeu o seu trabalho para a Província Oriental, Província de Luapula, Províncias do Norte, Centro e Noroeste. No ano 2000, a igreja havia se expandido para cobrir todas as partes da Zâmbia. À época, tinha cerca de 500.000 membros.
A denominação fundou a A Faculdade Teológica Justo Mwale, para servir para a formação de pastores.
A partir do seu crescimento, a denominação se espalhou por todo o país.
Em 2017, a denominação divulgou estatísticas de que teria 800.000 membros, em 174 igrejas.
Em 2022, a denominação relatou ter cerca de 1.000.000 de membros, em 200 igrejas e 2.000 pontos de pregação, com 190 pastores.

## Doutrina
A denominação subscreve os Padrões da Unidade (Confissão Belga, Catecismo de Heidelberg e Cânones de Dort) como seus símbolos de fé. Além disso, reconhece o Credo Niceno-Constantinopolitano, Credo dos Apóstolos e Credo de Atanásio como exposições fiéis das doutrinas bíblicas.

## Relações Intereclesiásticas
A IRZ é membro do Conselho Mundial das Igrejas e do Comunhão Mundial das Igrejas Reformadas.